# 度 (温度)

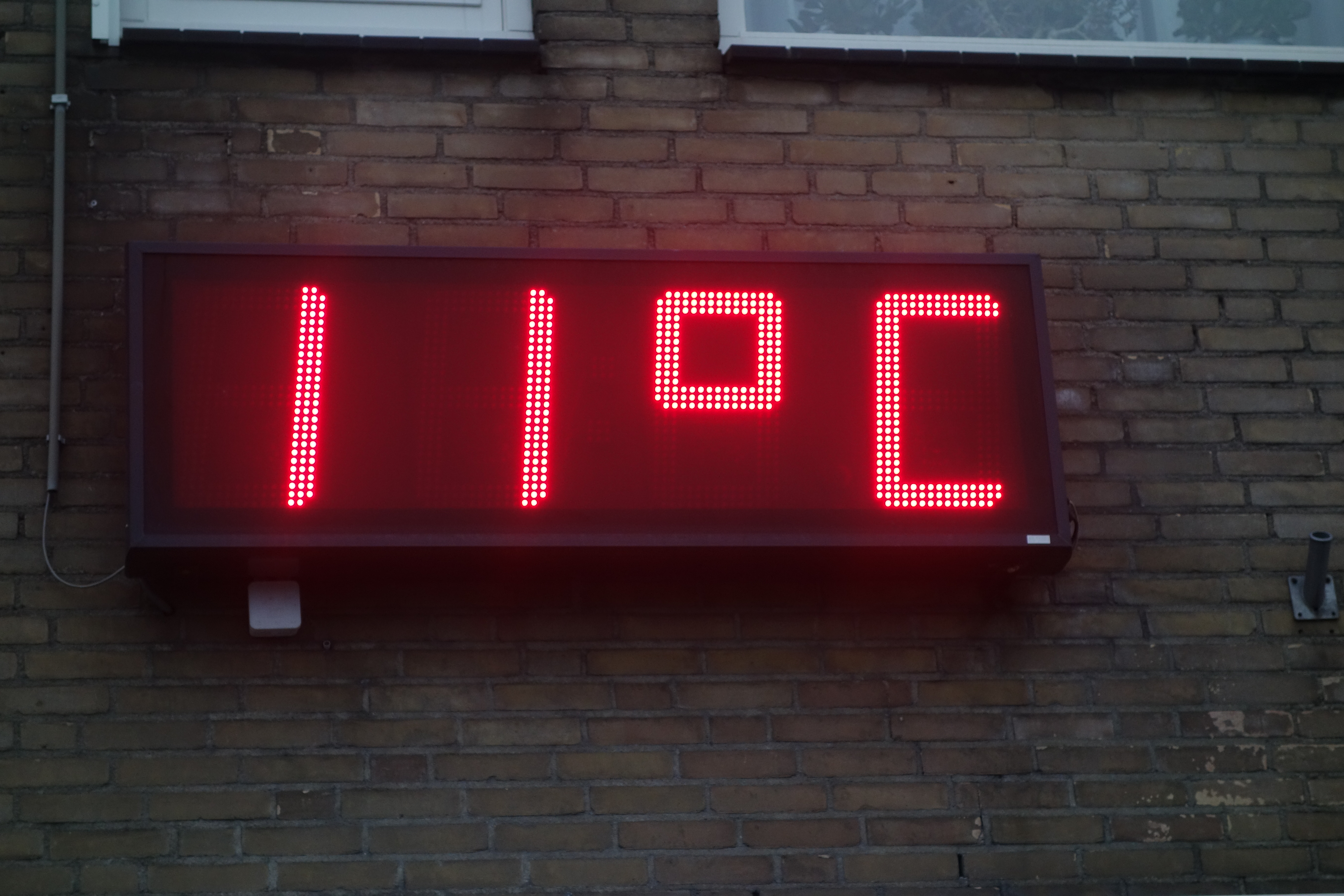
「度」が使われた温度計

度（ど）は、いくつかの温度目盛りで使用される単位（温度の単位）である。記号には「°」が用いられ、その後に温度目盛りの名称の頭文字がつけられる。例えばセルシウス温度目盛りではCelsiusの頭文字をつけて℃と書く。
度が用いられる温度目盛りには以下のようなものがある。
- セルシウス度（°C）
- ファーレンハイト度（°F）
- ニュートン度（°N）
- ランキン度（°R または °Ra）
- レオミュール度（°R）
- レーマー度（°Rø）
- ドリール度（°D または °De）
- ケルビン度（°K）

「ケルビン度」（°K）は、国際単位系（SI、基本単位）の温度の単位であるケルビンの以前の名称である。1967年より、名称を単に「ケルビン」とし、記号も「°」をなくして単に「K」とした。

## 度の記号
ユニコードでは、「degree sign」（度の記号）がU+00B0（°）に割り当てられている。HTMLでは&deg;である。Alt+コードはAlt+0176である。